# Tres de Nosotras
Tres de Nosotras foi uma telenovela boliviana transmitida entre 2001 e 2002 pela Rede ATB. 
Em 2012, em 10 de setembro a Cadena A transmitiu às 19:00 para todo o país. A telenovela teve muito sucesso nas cidades de Riberalta e Cobija.

## História

### Sinopse
Conta a história de três mulheres, de seus amigos, amores e ilusões. Aborda o cotiloidiano tal como é.

## Elenco
Conta com as atuações especiais de:
Carla Ortiz e Jorge Ortiz e o elenco protagonizado está formado por Marianella Molina, Pato Hoffmann, Vivi Colombo, Bernardo Arancibia, Fátima Sánchez e Antonio Reque.
Entre outros.

## Episódios

### Temporadas
|  | 1 | 35 | 2002 | 2003 | ATB |

### Transmissão
| País    | Emissora | Horário                              |
| ------- | -------- | ------------------------------------ |
| Bolívia | Red ATB  | 2002-2003 22:00                      |
| Bolívia | Cadena A | Desde o 10 de setembro de 2012 19:00 |

## Temas musicais
- Canção para Angéica - Dúo Blanco e Negro
- Canção para Gabriela - Dúo Blanco e Negro
- Canção para Matilde - Dúo Blanco e Negro